# José Batista
José Alberto Batista González (Colonia del Sacramento, 6 de marzo de 1962) es un entrenador y exfutbolista uruguayo. Apodado «Charly», jugaba en la posición de lateral.

## Biografía
Debutó en 1979, con 16 años para el Club Atlético Cerro de Montevideo. En 1984, es comprado por Peñarol, donde juega hasta 1985, cuando es adquirido por el Club Deportivo Español. En Deportivo Español desarrolla su tarea más destacada, siendo protagonista de grandes campañas en Primera División, como el torneo 1985/86, cuando fue subcampeón-compartido con Newell's Old Boys- en el campeonato ganado por River Plate. Su buen nivel le valdría una convocatoria para la selección uruguaya para participar de la Mundial de 1986, en la que ostenta el récord de ser el jugador expulsado más rápidamente en una Copa del Mundo, con solo 56 segundos en el match de fase de grupos contra Escocia. En la Celeste jugó 14 partidos y convirtió un gol.
Con el Deportivo Español logró el tercer puesto en el torneo 1988/89, un subcampeonato compartido en el Clausura 1992 y dos cuartos puestos compartido en el Clausura 1993 y en el Clausura 1995. Tras un fugaz paso por Rampla Juniors, Jugó en Gimnasia y Esgrima de Jujuy entre 1996 y 1998. En 1998/1999, vuelve al Deportivo Español que había descendido al Nacional B, Segunda categoría. Este sería su despedida del club como futbolista. En total jugó en el Deportivo Español 334 partidos (311 en primera y 23 en el Nacional B 1998/9) y marcó 20 goles (19 en primera y 1 en el ascenso).
Se retiró en la temporada 1999/2000 jugando para Argentino de Quilmes. 
En la temporada 2009/2010 dirigió al Deportivo Español.

## Clubes
| Club                   | País      | Año       |
| ---------------------- | --------- | --------- |
| Cerro (U)              | Uruguay   | 1979-1983 |
| Peñarol                | Uruguay   | 1984-1985 |
| Deportivo Español      | Argentina | 1985-1995 |
| Rampla Juniors         | Uruguay   | 1995      |
| Gimnasia y Esgrima (J) | Argentina | 1996-1998 |
| Deportivo Español      | Argentina | 1998-1999 |
| Argentino de Quilmes   | Argentina | 1999-2000 |